# Metagylla miroides
Metagylla miroides là một loài bướm đêm thuộc phân họ Arctiinae, họ Erebidae.